# Christiane F. - I morgen er det slut
Christiane F. - I morgen er det slut (org. titel: Christiane F. – Wir Kinder vom Bahnhof Zoo) er en tysk biografisk dramafilm fra 1981, instrueret af Uli Edel med manuskript af Herman Weigel. Filmen er baseret på selvbiografien fra 1978 Wir Kinder vom Bahnhof Zoo af journalisterne Kai Hermann og Horst Rieck som ghostwritere om Christiane F.s ungdom med stofmisbrug og prostitution med tilholdssted ved banegården Bahnhof Zoo. Titelpersonens yndlingsmusiker David Bowie har leveret musik og filmen bliver, sammen med bogen der siden er oversat til 21 sprog, brugt som undervisningsmateriale i tyske såvel som danske skoler. I 2021 blev der lavet en genfortælling i tv-serien Vi børn fra Bahnhof Zoo.

## Medvirkende
- Natja Brunckhorst som Christiane
- Thomas Haustein som Detlef
- Jens Kuphal som Axel
- Christiane Lechle som Christianes mor
- Christiane Reichelt som Babsi
- David Bowie som sig selv
- Daniela Jaeger som Kessi
- Rainer Wölk som Atze
- Jan Georg Effler som Bernd
- Kerstin Richter som Stella
- Peggy Bussieck som Puppi
- Kerstin Malessa som Tina
- Bernhard Janson som Milan
- Cathrine Schabeck som Linda